# 巴伐利亞的瑪格麗特 (1456-1501)
巴伐利亞的瑪格麗特（德語：Margarete von Bayern，1456年11月7日—1501年1月25日），普法爾茨選侯夫人，巴伐利亞公爵路易九世的女兒。

## 家庭
1474年，瑪格麗特與普法爾茨的菲利普結婚，兩人共有8子4女：
1. 路德維希（1478年—1544年）
2. 菲利普（英语：Philip of the Palatinate）（1480年—1541年）
3. 魯普雷希特（英语：Ruprecht of the Palatinate (Bishop of Freising)）（1481年—1504年）
4. 腓特烈（1482年—1556年）
5. 伊莉莎白（英语：Elisabeth of the Palatinate, Landgravine of Hesse）（1483年—1522年）
6. 格奧爾格（英语：George of the Palatinate）（1486年—1529年）
7. 海因里希（英语：Henry of the Palatinate）（1487年—1552年）
8. 約翰三世（英语：John III of the Palatinate）（1488年—1538年）
9. 阿瑪莉埃（英语：Amalie of the Palatinate）（1490年—1524年）
10. 海倫（英语：Helen of the Palatinate）（1493年—1524年）
11. 沃夫岡（英语：Wolfgang of the Palatinate）（1494年—1558年）
12. 卡塔里娜（英语：Catherine of the Palatinate (1499–1526)）（1499年—1526年）